# 基地業務群 (第6航空団)
第6航空団基地業務群（だい6こうくうだんきちぎょうむぐん）は、小松基地に所在する第6航空団隷下の部隊である。

## 概要
小松基地における基地業務を任務とする。また「基地防空隊」を擁しており、各種防空火器（VADS・81式短距離地対空誘導弾・91式携帯地対空誘導弾・基地防空用地対空誘導弾）をもって敵航空機の攻撃からの基地防空の任にもあたっている。

## 部隊編成
- 群本部
- 第6基地防空隊
- 飛行場勤務隊
- 施設隊
- 通信隊
- 管理隊
- 業務隊
- 会計隊
- 衛生隊

## 主要幹部
| 官職名                  | 階級    | 氏名     | 補職発令日     | 前職                             |
| ----------------------- | ------- | -------- | -------------- | -------------------------------- |
| 第6航空団基地業務群司令 | 1等空佐 | 田中信隆 | 2016年12月05日 | 航空幕僚監部防衛部防衛課編成班長 |

| 代 | 氏名       | 在職期間                        | 前職                                                   | 後職                                  |
| -- | ---------- | ------------------------------- | ------------------------------------------------------ | ------------------------------------- |
|    | 岡本豊     | 0000年00月00日 - 1966年02月15日 |                                                        | 航空自衛隊幹部学校勤務                |
|    |            | 0000年00月00日 - 0000年00月00日 |                                                        |                                       |
|    | 石田基起   | 0000年00月00日 - 1969年07月15日 |                                                        | 航空自衛隊第4術科学校業務部長         |
|    | 水野帝     | 1969年07月16日 - 1971年02月15日 | 航空幕僚監部監理総務課広報班長                         | 航空自衛隊補給統制処総務課長          |
|    | 金子富男   | 0000年00月00日 - 1972年10月01日 |                                                        | 北部航空方面隊司令部人事部長          |
|    | 山田稔     | 0000年00月00日 - 1974年12月01日 |                                                        | 航空自衛隊幹部学校学校教官            |
|    | 能登久弘   | 0000年00月00日 - 1977年03月15日 |                                                        | 第6航空団付                           |
|    | 川原秀夫   | 1977年03月16日 - 1979年10月15日 | 航空自衛隊幹部候補生学校総務課長                       | 第1航空教育隊付                       |
|    | 吉田森實   | 0000年00月00日 - 1981年07月31日 |                                                        | 西部航空方面隊司令部監理部長          |
|    | 戸根川幸夫 | 1981年08月01日 - 1983年07月31日 | 航空幕僚監部人事教育部人事課 人事第2班長               | 航空自衛隊第4術科学校業務部長         |
|    | 横澤彰夫   | 1983年08月01日 - 1984年07月01日 | 航空幕僚監部防衛部防衛課 業務計画班長                  | 航空幕僚監部監理部会計課長            |
|    | 小森昇     | 1984年07月02日 - 1986年10月15日 | 航空自衛隊幹部学校勤務                                 | 西部航空方面隊司令部監理部長          |
|    | 中塚順策   | 1986年10月16日 - 1988年07月06日 | 航空自衛隊幹部候補生学校勤務                           | 航空自衛隊第4術科学校総務課長         |
|    | 佐藤久男   | 1988年07月07日 - 1990年07月31日 | 防衛大学校助教授                                       | 第6高射群副司令                       |
|    | 西村禛一郎 | 1990年08月01日 - 1992年08月02日 | 航空幕僚監部人事教育部人事課 人事第2班長               | 航空自衛隊幹部学校勤務                |
|    | 首藤宇     | 0000年00月00日 - 1993年12月19日 |                                                        | 航空教育集団司令部総務部人事課長      |
|    | 吉田政尚   | 1993年12月20日 - 1995年03月22日 | 航空幕僚監部防衛部運用課 運用第4班長                   | 航空幕僚監部装備部装備課輸送室長      |
|    | 大久保信亞 | 1995年03月23日 - 0000年00月00日 | 中部航空方面隊司令部監理部長                           |                                       |
|    |            | 0000年00月00日 - 0000年00月00日 |                                                        |                                       |
|    | 小森遵     | 0000年00月00日 - 2000年07月31日 |                                                        | 自衛隊体育学校第1教育課長             |
|    | 幕田啓二   | 2000年08月01日 - 2003年03月31日 | 航空幕僚監部監理部会計課経理班長                       | 航空幕僚監部人事教育部厚生課 給与室長 |
|    | 福江広明   | 2003年04月01日 - 2004年03月31日 | 航空幕僚監部防衛部防衛課勤務                           | 航空幕僚監部防衛部運用課運用調整官    |
|    | 田中次男   | 2004年04月01日 - 0000年00月00日 | 航空自衛隊第1術科学校第1教育部長                       |                                       |
|    |            | 0000年00月00日 - 0000年00月00日 |                                                        |                                       |
|    | 金子浩一   | 2009年04月01日 - 2010年08月30日 | 航空幕僚監部総務部会計課予算班長                       | 航空幕僚監部人事教育部厚生課 給与室長 |
|    | 阿部睦晴   | 2010年08月31日 - 2011年06月30日 | 航空幕僚監部防衛部防衛課 業務計画班長                  | 航空幕僚監部人事教育部教育課長        |
|    | 森田雄博   | 2011年07月01日 - 2012年12月03日 | 航空幕僚監部防衛部防衛課防衛班長 兼 航空総隊司令部勤務 | 航空幕僚監部防衛部防衛課長            |
|    | 加藤雅彦   | 2012年12月04日 - 2014年03月31日 | 航空自衛隊第3術科学校業務部長                          | 中部航空方面隊司令部総務部長          |
|    | 岡田雄志   | 2014年04月01日 - 2015年03月05日 | 西部航空方面隊司令部防衛部防衛課長                     | 第7航空団飛行群司令                   |
|    | 日高芳浩   | 2015年03月06日 - 2016年12月04日 | 航空幕僚監部装備部整備・補給課勤務                     | 航空自衛隊幹部学校勤務                |
|    | 田中信隆   | 2016年12月05日 -                | 航空幕僚監部防衛部防衛課編成班長                       |                                       |